# Mahima Choudhary
Pour les articles homonymes, voir Choudhary.
Mahima Choudhary née le 6 décembre 1999, est une joueuse indienne de hockey sur gazon. Elle évolue au poste de milieu de terrain au Indian Oil Corporation Ltd. et avec l'équipe nationale indienne.

## Carrière
Elle a fait ses débuts le 8 avril 2022 contre les Pays-Bas à la 3e saison de la Ligue professionnelle (2021-2022).

## Palmarès
- : 3e à la Ligue professionnelle 2021-2022.